# Li Bai

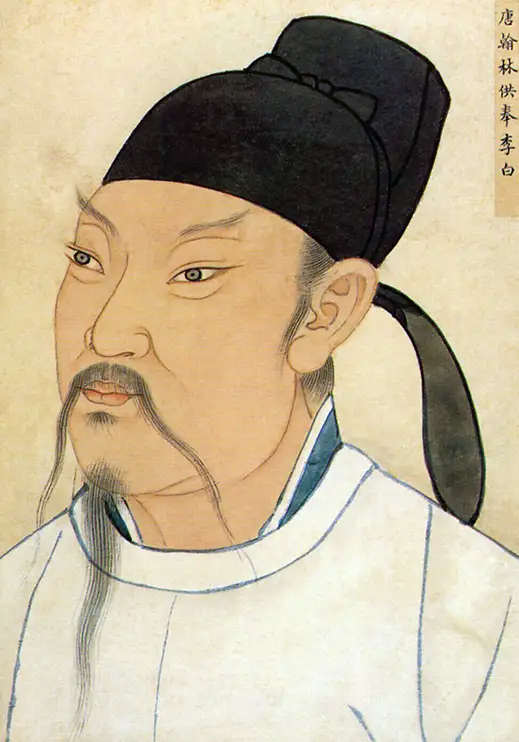

Li Bai [lipaj] (eller Li Po, Li Bo, Ri Haku) (李白), född 701, död 762 , i Sverige ibland kallad "Kinas Bellman", var en kinesisk poet och skald som levde under Tangdynastin. Han är bäst känd för sin överdådiga fantasi, och sitt daoistiska bildspråk; men även för sin stora förkärlek för starka drycker.

## Biografi
Enligt legenden lär Li Bai ha börjat sin bana som en slags vandrande riddare som kämpade mot banditer och räddade förfördelade personer. Han begav sig efter en tid till huvudstaden för att bli ämbetsman, men misslyckades med sin examen och började dricka för att dränka sin sorg, men skrev samtidigt poesi. En av hans dikter råkade kejsar Xuanzong höra, och denne blev så tagen att han själv skrev ner dem och genast gjorde Li till medlem i den nybildade Akademien, den så kallade Penselskogen, som försörjde sina ledamöter ståndsmässigt med mat och husrum. Han blev på grund av sitt drickande dock inte någon rätt akademiker, och vid ett tillfälle när kejsaren och dennes konkubin Guifei önskade hans tjänster satt han och söp, och fick bäras in av hovmän och eunucker. Detta väckte ovilja hos dessa grupper, och särskilt hos övereunucken som hade befallts dra av skorna av Li. På grund av sitt excentriska beteende förvisades han på 740-talet från kejsarens hov, och återupptog sitt vandringsliv mellan tavernorna. Under inbördeskriget efter An Lushans resning blev han inblandad i upprorsrörelsen, råkade i fångenskap och dömdes till döden, men räddades av en general han själv räddat tidigare. Sedan fick han tag i en liten flodbåt och levde därefter ett flodliv på Yangtzefloden. Han sägs ha drunknat i Yangtze då han föll i vattnet i ett försök att under rusets inflytande omfamna månens spegelbild. Förmodligen dog han dock en naturlig död till följd av sitt hårda leverne, men legenden lever kvar.

## Diktning
Li Bai dyrkades som en mästare, och ses fortfarande ofta som en av diktkonstens allra största. Tillsammans med Du Fu räknas han som en av de främsta diktarna från Tangdynastin. Över tusen poem tillskrivs Li Bais penna, på både gammalvers (gushi), strofer, ballader och centrallyriska kortstrofer som är metriskt bundna. Många av dessa är det dock tveksamt om han faktiskt skrev. Han är bäst känd för sina intensiva yue fu-poem, och sin spontanitet. Han förknippas ofta med daoismen som ofta genomsyrar hans verk, både i de tankar och känslor de uttrycker och i deras spontana tonläge, och är känd för att ha brutit mot de stränga metriska regler som styrde poesin under tiden. Trots detta så är hans gufeng-dikter ofta skrivna ur ett konfucianskt perspektiv, och även många andra verser är tämligen konventionella.

## Eftermäle
Nedslagskratern Li Po på planeten Merkurius är uppkallad efter honom.